# Ambel, Tây Ban Nha
Ambel là một đô thị ở tỉnh Zaragoza, Aragon, Tây Ban Nha. Theo điều tra dân số 2004 của Viện thống kê Tây Ban Nha (INE), đô thị này có dân số là 334 người. Diện tích đô thị này là 61 ki-lô-mét vuông. Ambel nằm ở độ cao 590 m trên mực nước biển.